# 143 (liczba)
143 (sto czterdzieści trzy) – liczba naturalna następująca po 142 i poprzedzająca 144.

## W matematyce
- 143 jest liczbą półpierwszą[1]
- 143 jest liczbą przylegającą[2]
- 143 jest sumą trzech kolejnych liczb pierwszych (43 + 47 + 53)
- 143 jest sumą siedmiu kolejnych liczb pierwszych (11 + 13 + 17 + 19 + 23 + 29 + 31)
- 143 jest palindromem liczbowym, czyli może być czytana w obu kierunkach, w pozycyjnym systemie liczbowym o bazie 12 (BB)
- 143 należy do pięciu trójek pitagorejskich (24, 143, 145), (55, 132, 143), (143, 780, 793), (143, 924, 935), (143, 10224, 10225).

## W nauce
- liczba atomowa unquadtrium (niezsyntetyzowany pierwiastek chemiczny)
- galaktyka NGC 143
- planetoida (143) Adria
- kometa krótkookresowa 143P/Kowal-Mrkos

## W kalendarzu
143. dniem w roku jest 23 maja (w latach przestępnych jest to 22 maja). Zobacz też co wydarzyło się w roku 143, oraz w roku 143 p.n.e.

## W Biblii
Liczba 143 nie jest wspomniana w Biblii.